# Катерина Афіногенова
Катерина Афіногенова (нар. 15 січня 1987) — колишня російська тенісистка.
Найвищу одиночну позицію світового рейтингу — 219 місце досягла 08 жовтня 2007, парну — 273 місце — 09 липня 2007 року.
Здобула 1 парний титул туру ITF.
Завершила кар'єру 2016 року.

## Загальна статистика

### Фінали в одиночному розряді: 4 (0–4)
| турніри $100,000 |
| турніри $75,000  |
| турніри $50,000  |
| турніри $25,000  |
| турніри $10,000  |

| Результат | Дата            | Категорія | Турнір                                     | Покриття | Суперниця           | Рахунок                 |
| --------- | --------------- | --------- | ------------------------------------------ | -------- | ------------------- | ----------------------- |
| Поразка   | 28 травня 2002  | 10,000    | Луїсвілл (Кентуккі), США                   | Тверде   | Мелані Маруа        | 6–1, 3–6, 3–6           |
| Поразка   | 30 травня 2005  | 10,000    | Гілтон-Гед-Айленд (Південна Кароліна), США | Тверде   | Енслі Карґілл       | 6–4, 3–6, 6–7(8–10)     |
| Поразка   | 25 жовтня 2006  | 25,000    | Огаста, США                                | Тверде   | Едіна Галловіц-Халл | 0–6, 2–6                |
| Поразка   | 20 березня 2007 | 25,000    | Реддінг (Каліфорнія), США                  | Тверде   | Сє Шувей            | 3–6, 7–6(7–4), 6–7(5–7) |

### Парний розряд: 4 (1–3)
| Результат | Дата           | Категорія | Турнір                  | Покриття | Партнерка         | Суперниці                              | Рахунок            |
| --------- | -------------- | --------- | ----------------------- | -------- | ----------------- | -------------------------------------- | ------------------ |
| Поразка   | 1 жовтня 2001  | 10,000    | Авентюра (Флорида), США | Ґрунт    | Несса Етьєнн      | Міранджела Моралес Шенай Перрі         | W/O                |
| Перемога  | 26 червня 2006 | 10,000    | Харків, Україна         | Ґрунт    | Василіса Давидова | Галина Косик Анна Лапущенкова          | 6–1, 7–5           |
| Поразка   | 29 травня 2007 | 25,000    | Москва, Росія           | Ґрунт    | Оксана Ужиловська | Аліса Клейбанова Катерина Макарова     | 3–6, 7–6(7–4), 3–6 |
| Поразка   | 14 квітня 2008 | 25,000    | Палм-Біч-Гарденс, США   | Ґрунт    | Лорен Албанезе    | Міхаела Паштікова Марія Фернанда Алвеш | 6–3, 3–6, [5–10]   |